# Ioan Roman (preot, n. 1888)
Ioan Roman (n. 8 iunie 1888, Oroiu- d. 17 februarie 1977, Târgu-Mureș) a fost un deputat în Marea Adunare Națională de la Alba Iulia, organismul legislativ reprezentativ al „tuturor românilor din Transilvania, Banat și Țara Ungurească”, cel care a adoptat hotărârea privind Unirea Transilvaniei cu România, la 1 decembrie 1918.:p. 77

## Biografie
Ioan Roman, născut în localitatea Oroiu, județul Mureș, a urmat studiile la Facultatea de Teologie din Blaj. Este numit preot în Crăciunești iar mai apoi la Sântana de Mureș loc în care devine și președinte al Consiliului Național din Sântana de Mureș. Din 1919 a fost membru al Despărțământului Târgu-Mureș al Astrei. Devine membru al P.N.R.  si al P.N.Ț. din anul 1926. În perioada 1932-1933 este ales deputat și în anii 1934-1937 este membru al consiliului județean Mureș. Decedează la Târgu-Mureș la data de 17 februarie 1977.

## Activitatea politică
A fost ales ca delegat titular al cercului electoral cu nr. II din Târgu-Mureș, la Marea Adunare Națională de la Alba Iulia de la 1 decembrie 1918.:p.265

## Decorații
A fost decorat cu ordinul Steaua României în grad de cavaler.:p.265